# Herbert Alonzo Howe
Herbert Alonzo Howe (22 de noviembre de 1858 – 2 de noviembre de 1926) fue un astrónomo y educador estadounidense. Ligado a la Universidad de Denver, dirigió el Observatorio Chamberlin, en cuya fundación intervino.

## Biografía
Nacido en Brockport, Nueva York, era hijo  de Alonzo J. Howe, un profesor en la Antigua Universidad de Chicago, y de Julia M. Osgood. Durante su juventud  desarrolló su interés por las estrellas cuando presenció la espectacular lluvia de estrellas Leónidas de noviembre de 1866. Se matriculó en la Antigua Universidad de Chicago, donde  graduó en 1875 con dieciséis años de edad. Se incorporó al Observatorio de Cincinnati como ayudante, donde trabajó sobre todo calculando elementos orbitales y observando estrellas dobles. En 1877 obtuvo su maestría de la Universidad de Cincinnati, con el profesor Ormond Stone como tutor.
Las horas largas de trabajo mermaron su salud, y en 1880 sufrió dos hemorragias pulmonares severas. Este hecho le llevó a considerar trasladarse a una zona de clima más benigno. Afortunadamente, el rector de la recientemente fundada Universidad de Denver, en Colorado, ofreció a Howe un puesto como profesor. Su traslado a Colorado mejoró mucho su salud, así que  decidió continuar con la institución a pesar de su carencia de instalaciones de observación astronómica. Nombrado profesor de matemáticas y astronomía, se convirtió en el primer profesor de astronomía de la universidad.
Se casó en 1884 con Fannie Shattuck, hija del superintendente estatal de instrucción. Ese mismo año, se doctoró con una tesis sobre las soluciones del problema de Kepler de determinación de órbitas. En 1888, la universidad recibió una donación de 50.000 dólares de Humphrey Chamberlin, un astrónomo amateur, que Howe utilizó para financiar un observatorio. La construcción empezó en 1889, basada alrededor de un telescopio refractor con una lente de 0,5 m de diámetro, suministrado por [[Alvan Clark & Sons]]. Cuando se estaba instalando, este telescopio refractor era el quinto instrumento más grande  de su clase en los Estados Unidos. Howe fue nombrado director del Observatorio Chamberlin en 1892, y las observaciones de prueba con el telescopio empezaron en julio de 1894.
La mayoría del trabajo de Howe en el observatorio consistió en la observación de nebulosas omitidas en el Nuevo Catálogo General, mediciones de estrellas dobles, y trabajo posicional de cometas y asteroides. En 1892 se le nombró decano de la Universidad de Artes Liberales, desempeñando el cargo hasta 1926. Desafortunadamente, esta responsabilidad limitó el tiempo que pudo dedicar a la astronomía. En 1899 fue rector suplente de la universidad. Recibió un primer doctorado honorífico por la Universidad de Denver en 1910, y un segundo por la Universidad de Colorado en 1913. En 1926 volvió a sufrir problemas de salud, por lo que comenzó a preparar a su sucesor  en el observatorio, Albert Recht.